# Mid Suffolk
Mid Suffolk – dystrykt niemetropolitalny w hrabstwie Suffolk w Anglii.
Rada dystryktu ma swoją siedzibę poza granicami dystryktu, w Ipswich, w budynku wspólnym z władzami dystryktu Babergh. Do 2016 roku funkcję ośrodka administracyjnego pełniło Needham Market.

## Miasta
- Eye
- Needham Market
- Stowmarket